# 哈特塔甘蔗农业工业公司
哈特塔甘蔗农业工业公司（波斯語：‎ ) 是位於伊朗胡齐斯坦省恰高·占比尔附近的一家甘蔗種植和生產公司。

## 历史
1966年，該公司開始投入生產，1975年正式以公司名义注册  。2015年以來，由於哈特塔甘蔗农业工业公司的私有化和易手，工人的条件变得越来越差，且多次爆發罷工和抗議。